# Радиотехника
Радиотехниката е област от електротехниката, която изучава радиовълните, методите за предаване на сигнали и информация чрез тях и практическото приложение чрез използване на апаратни средства, разработени от тази приложна наука. Терминът е съставен от латинската дума Radio (изпускам лъчи) и гръцката дума, Techniké, която в многообразието си от значения означава и съвкупност от машини, механизми, уредби, както и процес на производство. В английския език популярния еквивалент е Radio technology, в руския – Радиотехника, в немски език – Funktechnik.
Обикновено радиовълните се излъчват и разпространяват свободно и за преносна среда (радиотрасе) се използва атмосферата, космическото пространство, почвата или водата, които служат за връзка между предавателя и приемника на тези високочестотни електромагнитни колебания. За радиотрасе по проводна връзка се използват специално създадени съоръжения – фидерни линии: коаксиална линия, вълновод, лентова линия, оптичен вълновод и др.
Научните открития и технологичните разработки във физиката, електротехниката, радиотехниката, електрониката и телекомуникациите са тясно свързани. Техният бурен напредък през 20 век го направи век на информационните и комуникационните технологии.

## История
През 1832 година английският физик Майкъл Фарадей теоретически предсказва съществуването на електромагнитно излъчване.
През 1864 година Джеймс Кларк Максуел публикува за първи път основните уравнения от електродинамиката, описващи електромагнитното поле (A Dinamical Teory of the Electromagnetic Field).
През 1888 немският физик Хайнрих Херц получава електромагнитни вълни с дължина от порядъка на метър чрез електростатични разряди с висока честота. Чрез тези т. нар. вълни на Херц или радиовълни, Х. Херц проверява свойствата на предсказаното от Максуел електромагнитно поле, излъчено без проводници на разстояние.
Изучаването на техниката на радиокомуникациите продължава и се усъвършенства от французина Бранли и руснака Александър Степанович Попов. Последният на 7 май 1895 година демонстрира на заседание на Руското физико-химично общество в Санкт-Петербург първия радиоприемник и първата радиовръзка с прием на електромагнитни вълни в света. Затова 7 май се отбелязва като Ден на радиото.
Съществен принос в развитието на безжичните телеграфни връзки имат италианецът Гулиелмо Маркони (Guglielmo Marchese Marconi), който осъществява първата междуконтинентална радиовръзка през 1901 г., и немският физик Карл Фердинанд Браун (Karl Ferdinand Braun), който работи за усъвършенстване на техническата база и антените. Те получават Нобелова награда за физика през 1909 г. за „принос в развитието на безжичната телеграфия“.

## Обект на радиотехниката
Радиотехниката е приложна наука с дейност: научно-технически изследвания, проектиране и производство на устройства за осъществяване на радиовръзка, пренос и предаване на информация за всички области на нейното многообразно приложение. В най-общ вид това са осъществява чрез:
- Радиопредавателни устройства;
- Радиоприемни устройства;
- Антенно-фидерни устройства.

## Теоретични основи
Теоретичните основи при изследване на радиотехническите вериги и сигнали се отнасят главно в областта на:
- Разпространение на електромагнитните вълни в различни среди;
- Генериране на електромагнитни колебания;
- Кодиране, модулиране и декодиране и демодулиране на електрически сигнали в радиоелектронните вериги;
- Предавателни и приемни антени и фидери;
- Радиоелектронни вериги за усилване на електрическите сигнали, за разделяне и пропускане на честотна лента, пренасяща предаваната информация, с което да се обезпечи висока чувствителност и избирателност при радиоприемането;
- Възпроизвеждане на информацията от приемното устройство;
- Изправяне, филтриране и стабилизиране на постоянното захранващо напрежение в радиотехническата апаратура.

## Класификации характерни за работата на радиотехническите устройства

### Видове излъчвани електромагнитни колебания
Видовете излъчвани електромагнитни колебания, а оттам и вида на обработка на информацията за радиопредаване се характеризира с особености класифицирани както следва:
- Според вида на модулацията на основното носещо колебание;
- Според характера на модулирания сигнал (аналогов или дискретен);
- Според характера на уплътнение на каналите;
- Според вида на предаваната информация.

### Вид на предаваните информационни сигнали
Според вида на предаваната информация, радиовръзката може да бъде:
- Радиотелеграфна;
- Радиотелефонна за предаване на звукови сигнали в т. ч. и звуково радиоразпръскване;
- Телевизионна – предаване на видеосигнали;
- Фототелеграфна;
- Предаване данни за телеметрия и телеуправление.

### Ниво на излъчваната изходна мощност
Може да се направи класификация според изходната мощност на радиотехническото средство, осъществило радиовръзката за предаване на информацията, независимо от работния честотен диапазон:
- Микромощни радиопредавания – излъчена мощност Р< 1 w;
- Маломощни радиопредавания – 1w ≤ P < 100w;
- Средномощни радиопредавания – 100w ≤ P < 10 kw;
- Мощни радиопредавания – 10 kw ≤ P < 100 kw;
- Свърхмощни радиопредавания – P ≥ 100 kw.

## Приложение
Постиженията на радиотехниката намират приложение в различните области на човешкото познание и дейност. Радиотехническите методи се прилагат в:
- Мобилни комуникации;
- Радиоразпръскване;
- Телевизионно разпръскване;
- Радиорелейни линии за пренасяне на информация на големи разстояния чрез многоканални връзки;
- Радиолокаторни станции;
- Радиоавтоматика;
- Радиоуправление;
- Радионавигационни средства;
- Радиофар;
- Радиопеленгатор;
- Радиоспорт.